# 延维尔
延维尔（法語：Yainville，法語發音：[jɛ̃vil]）是法国滨海塞纳省的一个市镇，属于鲁昂区。

## 地理
延维尔（49°27'9"N, 0°49'48"E）面积3.31 平方千米，位于法国诺曼底大区滨海塞纳省，该省份为法国北部沿海省份，其西部及北部濒大西洋英吉利海峡，东起顺时针与索姆省、瓦兹省、厄尔省和卡爾瓦多斯省接壤。
与延维尔接壤的市镇（或旧市镇、城区）包括：迪克莱尔、瑞米耶日、勒特雷。

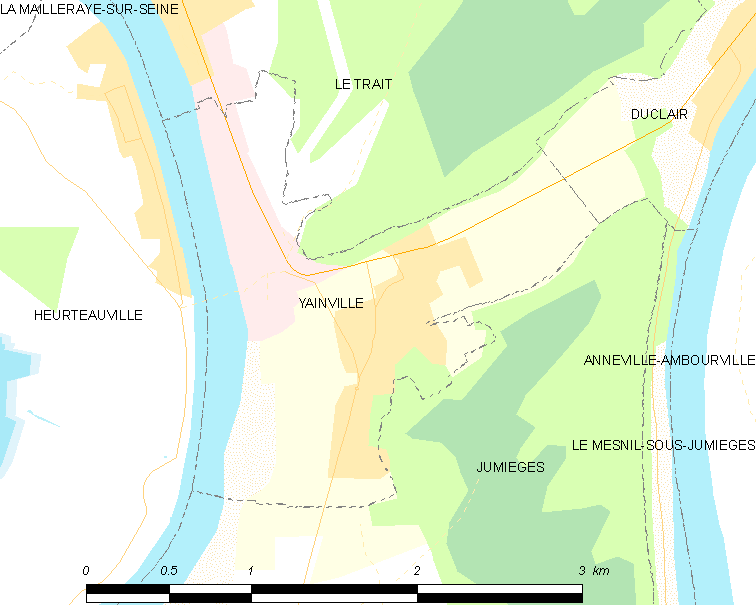
延维尔的OSM定位图

延维尔的时区为UTC+01:00、UTC+02:00（夏令时）。

## 行政
延维尔的邮政编码为76480，INSEE市镇编码为76750。

## 政治
延维尔所属的省级选区为巴朗坦县。

## 人口

1962-2008年间延维尔人口变化图示

延维尔于2022年1月1日时的人口数量为1033人。